# Ałtynaj Anarbek kyzy
Ałtynaj Anarbek kyzy – kirgiska zapaśniczka w stylu wolnym. Zdobyła brązowy medal w mistrzostwach Azji w 2012 roku.